# HD160839
HD160839 — хімічно пекулярна зоря спектрального класу A4, що має видиму зоряну величину в смузі V приблизно  6,4.
Вона  розташована на відстані близько 2938,3 світлових років від Сонця.

## Фізичні характеристики
Зоря HD160839 обертається 
порівняно повільно 
навколо своєї осі. Проєкція її екваторіальної швидкості на промінь зору становить  Vsin(i)= 42км/сек.